# 管角螺
管角螺（学名：Hemifusus tuba）为角螺属的动物。舊屬盔螺科，今屬香螺科。

## 分佈
分布于日本以及中国大陆的福建连江、广东(南澳, 碣石, 汕尾, 广海, 阳江, 闸坡, 鸟石港, 外罗, 北海)、海南北港等地，生活环境为海水，常生活于近海深约10余米的泥沙或泥质的海底。其生存的海拔下限为-10米。

## 外部連結
- 維基物種上的相關：管角螺